# カモン・カモン
| 専門評論家によるレビュー      | 専門評論家によるレビュー |
| 総スコア                      | 総スコア                 |
| 出典                          | 評価                     |
| ----------------------------- | ------------------------ |
| Metacritic                    | 63/100                   |
| レビュー・スコア              |                          |
| 出典                          | 評価                     |
| AllMusic                      | [ 2 ]                    |
| Blender                       | [ 3 ]                    |
| Entertainment Weekly          | B+                       |
| The Guardian                  | [ 5 ]                    |
| Los Angeles Times             | [ 6 ]                    |
| Q                             | [ 7 ]                    |
| Rolling Stone                 | [ 8 ]                    |
| The Rolling Stone Album Guide | [ 9 ]                    |
| Spin                          | 7/10                     |
| The Village Voice             | C+                       |

『カモン・カモン』（en:C'mon, C'mon）はアメリカのシンガー・ソングライター、シェリル・クロウの4枚目のスタジオ・アルバムであり、2002年4月8日に英国で、2002年4月16日に米国でリリースされた。リード・シングル「ソーク・アップ・ザ・サン」はビルボード誌のアダルト・コンテンポラリー・チャートで1位に、Billboard Hot 100で17位に達し、「オール・アイ・ワナ・ドゥ」以来の大ヒットの一つとなった。このアルバムは、間違いなくクロウのアルバムの中で最もポップなアルバムであり、クロウの前作『グローブ・セッションズ』のフォークや実験的な影響からの脱却を示している。
『カモン・カモン』は米国で発売一週間で18万5千枚を売り上げて全英アルバムチャートとビルボード200チャートに2位で初登場した。2008年1月時点で米国で210万枚を売り上げて、米国と日本でプラチナ認定を受けた。
「セーフ・アンド・サウンド」はクロウの以前のボーイフレンド、オーウェン・ウィルソンにささげられており、二人の関係についての物語となっている。

## 収録曲
| #   | タイトル                                                                                    | 作詞・作曲                           | 時間 |
| --- | ------------------------------------------------------------------------------------------- | ------------------------------------ | ---- |
| 1.  | 「スティーヴ・マックイーン - Steve McQueen」                                                | シェリル・クロウ、ジョン・シャンクス | 3:25 |
| 2.  | 「ソーク・アップ・ザ・サン - Soak Up the Sun」                                              | クロウ、ジェフ・トロット             | 4:52 |
| 3.  | 「ユーアー・アン・オリジナル - You're an Original」(バック・ボーカル：レニー・クラヴィッツ) | クロウ、トロット                     | 4:18 |
| 4.  | 「セーフ・アンド・サウンド - Safe and Sound」                                               | クロウ                               | 4:32 |
| 5.  | 「カモン・カモン - C'mon, C'mon」                                                           | クロウ                               | 4:45 |
| 6.  | 「イッツ・ソー・イージー - It's So Easy」(ドン・ヘンリーが参加)                             | クロウ、キャスリン・クロウ           | 3:24 |
| 7.  | 「オーヴァー・ユー - Over You」                                                             | クロウ                               | 4:38 |
| 8.  | 「ラッキー・キッド - Lucky Kid」                                                            | クロウ・トロット                     | 4:02 |
| 9.  | 「ダイアモンド・ロード - Diamond Road」                                                     | クロウ、マーティ・フレデリクセン     | 4:09 |
| 10. | 「イッツ・オンリー・ラヴ - It's Only Love」                                                 | クロウ                               | 5:05 |
| 11. | 「アビリーン - Abilene」                                                                    | クロウ、トロット                     | 4:05 |
| 12. | 「ホール・イン・マイ・ポケット - Hole in My Pocket」                                        | クロウ、ピーター・ストラウド         | 4:37 |
| 13. | 「ウェザー・チャンネル - Weather Channel」                                                  | クロウ                               | 4:40 |

| #   | タイトル                                            | 作詞・作曲                       | 時間 |
| --- | --------------------------------------------------- | -------------------------------- | ---- |
| 14. | 「ミッシング - Missing」                            | クロウ                           | 4:27 |
| 15. | 「アイ・ウォント・ユー - I Want You」               | クロウ                           | 4:55 |
| 16. | 「ユーアー・ノット・ザ・ワン - You're Not the One」 | クロウ、スティーヴィー・ニックス | 4:06 |

| #   | タイトル                              | 作詞・作曲 | 時間 |
| --- | ------------------------------------- | ---------- | ---- |
| 14. | 「ミッシング - Missing」              | クロウ     | 4:25 |
| 15. | 「アイ・ウォント・ユー - I Want You」 | クロウ     | 4:53 |

| #   | タイトル                 | 作詞・作曲 | 時間 |
| --- | ------------------------ | ---------- | ---- |
| 14. | 「ミッシング - Missing」 | クロウ     | 4:23 |

## ミュージック・ヴィデオ
- 「スティーヴ・マックイーン」
- 「ソーク・アップ・ザ・サン」
- 「セーフ・アンド・サウンド」（ライヴ）

## 参加ミュージシャン
- シェリル・クロウ - オルガン、アコースティック・ギター、ベース・ギター、ピアノ、アコーディオン、エレクトリック・ギター、キーボード、ハモンド・オルガン、ヴォーカル、コーラス、フェンダー・ローズ、ウーリッツァー、モーグ・ベース、タンボ・ドラムス、モロッコ・ドラム
- ジェフ・アンソニー - ドラムス、ドラム・プログラミング
- チャーリー・ビシャラ - ヴァイオリン
- ドイル・ブラムホール2世 – ギター、エレクトリック・ギター、バックグラウンド・ヴォーカル
- マシュー・ブルーベック - チェロ、弦楽編曲
- レニー・カストロ – パーカッション、コンガ、シェイカー
- キース・キアンシア – オルガン、キーボード、弦楽器サンプル
- ジョー・デニゾン – ヴァイオリン
- ジョエル・デローイン – ヴァイオリン、コンサートマスター
- マイク・エリゾンド – ベース・ギター
- ディヴィー・ファラガー – アップライト・ベース
- マイケル・フルーム – 弦楽編曲
- マット・ファネス – ヴィオラ
- ベルイ・ガラベディアン – ヴァイオリン
- デヴィッド・ゴールド – ヴィオラ
- ダグラス・グリーン – エレクトリック・ギター、キーボード
- ジョイス・ハマン – ヴァイオリン
- エミルー・ハリス – ヴォーカル(13)
- ドン・ヘンリー – ヴォーカル(6)
- ジル・ジャフェ – ヴァイオリン
- ブラッド・ジョーンズ – ベース
- スティーヴ・ジョーダン – ドラムス、タンボ・ドラムス、モロッコ・ドラム
- スージー・カタヤマ – チェロ、コンサートマスター
- ジュリア・ケント – チェロ
- マイケル・キニー – チェロ
- レニー・クラヴィッツ – ヴォーカル(3)
- ロン・ローレンス – ヴィオラ
- ブライアン・マクラウド – ドラム助奏
- ナタリー・メインズ – ヴォーカル(11)
- ウェンディー・メルヴォイン – エレクトリック・ギター
- スティーヴィー・ニックス – ヴォーカル(5, 9)
- グウィネス・パルトロー – ヴォーカル(10)
- ポール・ピーボディ – ヴァイオリン
- ショウン・ペルトン – ドラムス、ベル、ドラム・ループ
- リズ・フェア – ヴォーカル(2)
- マシュー・ピアース – ヴァイオリン
- ロレンツァ・ポンス – ヴァイオリン、弦楽編曲
- ミシェル・リチャーズ – ヴァイオリン
- クレイグ・ロス – ギター、エレクトリック・ギター、リズム・ギター
- ジェイン・スカーパントーニ – チェロ、契約者
- ジョン・シャンクス – ベース・ギター、エレクトリック・ギター、ドラム・ループ、パーカッション・プログラミング
- キース・シュライナー – ドラム・プログラミング
- デブラ・シュフェルト – ヴィオラ
- アントワン・シルヴァーマン – ヴァイオリン、コンサートマスター
- ダニエル・スミス – チェロ
- ティム・スミス – アコースティック・ギター、ベース・ギター、エレクトリック・ギター、バックグラウンド・ヴォーカル
- ジェレミー・ステーシー – パーカッション、ドラムス、トイ・ピアノ、シンセサイザー・ストリングス、モーグ・リード、ドラム・ループ、弦楽編曲
- ルディー・スタイン – チェロ
- ピーター・ストラウド – アコースティック・ギター、ギター、エレクトリック・ギター、バックグラウンド・ヴォーカル、スライド・ギター、ウーリッツァー、アコースティック12弦ギター、ドラム・ループ
- シャリ・サトクリフ – 契約者
- マーティ・スウィート – ヴァイオリン
- ヒロコ・タグチ – ヴァイオリン
- ベンモント・テンチ – オルガン、ピアノ、ハモンド・オルガン
- ジェフ・トロット – アコースティック・ギター、ベース・ギター、エレクトリック・ギター、ラップ・スティール・ギター、ドラム・プログラミング
- スージー・タイレル – ヴァイオリン
- ジョーン・ワッサー – ヴァイオリン
- エヴァン・ウィルソン – ヴィオラ
- ガロ・イェリン – チェロ

### 制作
- プロデューサー: シェリル・クロウ、シェリル・クロウ＆ジェフ・トロット(2, 3)、シェリル・クロウ＆ジョン・シャンクス(1)
- 制作責任者: スクーター・ワイントローブ
- エンジニア: ディーン・バスカヴィル、モニーク・ミツゥラーヒ、トム・パヌンジーオ、ロス・ピーターセン、クリス・レイノルズ、ジョン・セイラー、ブライアン・シューブル、クリストファー・ショウ、トリアナ・シューメイカー、キース・ショートリード、ピーター・ストラウド、エリック・チュー、マーク・ヴァレンタイン
- ミキシング: ジャック・ジョゼフ・プイグ(1, 3, 4, 6)、スティーヴ・シスコ（ミキシング補助）、アンディ・ウォレス(2, 5, 7 - 15)、ジョー・ズーク（ミキシング補助）
- マスタリング: ハウィー・ウェインバーグ
- サンプリング: ジョン・シャンクス
- ディジタル編集: ロジャー・ライアン
- 制作調整: クリス・ハドソン、パム・ワーサイマー
- 美術監督: ジェリ・ヘイデン
- デザイン: ジェリ・ヘイデン、グレン・ナカサコ
- 写真撮影: シェリル・ニールズ

## チャートと認定
| チャート（2002年）                                 | 最高位 |
| -------------------------------------------------- | ------ |
| オーストラリアARIAアルバム・チャート               | 40     |
| オーストリア・アルバム・チャート                   | 4      |
| ベルギー・アルバム・チャート（フランダース）       | 25     |
| ベルギー・アルバム・チャート（ワロン）             | 31     |
| カナダ・アルバム・チャート                         | 2      |
| デンマーク・アルバム・チャート                     | 15     |
| オランダ・アルバム・チャート                       | 50     |
| 欧州アルバム・チャート                             | 5      |
| フィンランド・アルバム・チャート                   | 25     |
| フランスSNEPアルバム・チャート                     | 16     |
| ドイツ・メディア・コントロール・アルバム・チャート | 7      |
| 日本アルバム・チャート                             | 9      |
| ノルウェイVG-listaアルバムチャート                 | 11     |
| スコットランド・アルバムチャート                   | 1      |
| スウェーデン・アルバムチャート                     | 12     |
| スイス・アルバムチャート                           | 4      |
| 全英アルバムチャート                               | 2      |
| 米国 Billboard 200                                 | 2      |

| チャート（2002年）             | 順位 |
| ------------------------------ | ---- |
| オーストリア・アルバムチャート | 65   |
| 日本アルバムチャート           | 148  |
| スイス・アルバムチャート       | 31   |
| 全英アルバムチャート           | 129  |
| 全米Billboard 200              | 35   |

| 国/地域                                             | 認定     | 認定/売上数 |
| --------------------------------------------------- | -------- | ----------- |
| カナダ (Music Canada)                               | Platinum | 100,000^    |
| 日本 (RIAJ)                                         | Platinum | 0           |
| スイス (IFPI Switzerland)                           | Gold     | 20,000^     |
| イギリス (BPI)                                      | Gold     | 140,000     |
| アメリカ合衆国 (RIAA)                               | Platinum | 2,100,000   |
| * 認定のみに基づく売上数 ^ 認定のみに基づく出荷枚数 |          |             |

## 受賞
グラミー賞
| 年     | ノミネート対象                                          | 賞                                             | 結果       |
| ------ | ------------------------------------------------------- | ---------------------------------------------- | ---------- |
| 2003年 | 『カモン・カモン』                                      | 最優秀ロック・アルバム賞                       | ノミネート |
| 2003年 | 「スティーヴ・マックイーン」                            | 最優秀女性ロック・ヴォーカル・パフォーマンス賞 | 受賞       |
| 2003年 | 「ソーク・アップ・ザ・サン」                            | 最優秀女性ポップ・ヴォーカル・パフォーマンス賞 | ノミネート |
| 2003年 | 「イッツ・ソー・イージー (ドン・ヘンリーとのデュエット) | 最優秀ポップ・コラボレーション賞ヴォーカル部門 | ノミネート |

アメリカン・ミュージック・アウォード
| 年     | ノミネート対象                  | 賞                                  | 結果 |
| ------ | ------------------------------- | ----------------------------------- | ---- |
| 2003年 | シェリル・クロウ (パフォーマー) | 最優秀ポップ/ロック女性アーティスト | 受賞 |